# Рід-Крік (Джорджія)
Рід-Крік (англ. Reed Creek) — переписна місцевість (CDP) в США, в окрузі Гарт штату Джорджія. Населення — 2724 особи (2020).

## Географія
Рід-Крік розташований за координатами 34°26′9″ пн. ш. 82°54′14″ зх. д. / 34.43583° пн. ш. 82.90389° зх. д. (34.435915, -82.904020).  За даними Бюро перепису населення США в 2010 році переписна місцевість мала площу 88,79 км², з яких 61,25 км² — суходіл та 27,54 км² — водойми.

## Демографія
Згідно з переписом 2010 року, у переписній місцевості мешкали 2604 особи в 1173 домогосподарствах у складі 829 родин. Густота населення становила 29 осіб/км².  Було 2160 помешкань (24/км²).
Расовий склад населення:
| - 93,9 % — білих - 4,2 % — чорних або афроамериканців - 0,7 % — азіатів |

До двох чи більше рас належало 1,0 %. Частка іспаномовних становила 1,0 % від усіх жителів.
За віковим діапазоном населення розподілялося таким чином: 17,1 % — особи молодші 18 років, 57,6 % — особи у віці 18—64 років, 25,3 % — особи у віці 65 років та старші. Медіана віку мешканця становила 51,9 року. На 100 осіб жіночої статі у переписній місцевості припадало 98,8 чоловіків;  на 100 жінок у віці від 18 років та старших — 98,6 чоловіків також старших 18 років.
Середній дохід на одне домашнє господарство  становив 68 577 доларів США (медіана — 45 386), а середній дохід на одну сім'ю — 83 670 доларів (медіана — 61 003). За межею бідності перебувало 16,9 % осіб, у тому числі 27,6 % дітей у віці до 18 років та 8,2 % осіб у віці 65 років та старших.
Цивільне працевлаштоване населення становило 1125 осіб. Основні галузі зайнятості: освіта, охорона здоров'я та соціальна допомога — 23,3 %, роздрібна торгівля — 17,2 %, виробництво — 15,6 %.